# Катріна Белліо
Катріна Белліо (англ. Katrina Bellio, 1 серпня 2004) — канадська плавчиня.
Учасниця Олімпійських Ігор 2020 року.
Призерка Чемпіонату світу з плавання серед юніорів 2019 року.